# Kevin Durand
Kevin Durand, född 14 januari 1974 i Thunder Bay i Ontario i Kanada, är en kanadensisk skådespelare. 
Durand utsågs till en av Kanadas roligaste komiker 1994. På grund av sin kroppsbyggnad får han ofta spela kallblodiga gangstrar och liknande.

## Filmografi

### Filmer
- 2024 – Abigail
- 2013 – City of Bones
- 2013 – Last Stop Fruitvale Station
- 2011 – Real Steel
- 2011 – I Am Number Four
- 2010 – Robin Hood
- 2010 – Legion
- 2009 – Hectic
- 2009 – Otis E.
- 2009 – X-Men Origins: Wolverine
- 2008 – Winged Creatures
- 2008 – The Echo
- 2008 – Greener Mountains
- 2007 – Stars
- 2007 – 3:10 to Yuma
- 2007 – Throwing Stars
- 2007 – Wild Hogs
- 2006 – Smokin' Aces
- 2006 – Big Momma's House 2
- 2004 – Walking Tall
- 2004 – Scooby Doo 2 – Monstren är lösa
- 2004 – The Butterfly Effect
- 1999 – Mystery, Alaska
- 1999 – Austin Powers: The Spy Who Shagged Me

### TV-Serier
- 2014 – The Strain
- ? – Vikings
- 2008 – Lost (10 avsnitt)
- 2007 – Shark (1 avsnitt)
- 2007 – CSI: Miami (1 avsnitt)
- 2006 – Brottskod: försvunnen (1 avsnitt)
- 2006 – Död zon (1 avsnitt)
- 2006 – Kyle XY (1 avsnitt)
- 2005 – CSI: Crime Scene Investigation (1 avsnitt)
- 2005 – Threshold (2 avsnitt)
- 2001 och 2005 – Andromeda (2 avsnitt)
- 2005 – The Collector (1 avsnitt)
- 2004 – Touching Evil (12 avsnitt)
- 2003 – Tarzan (1 avsnitt)
- 2003 – Mitt liv som död (1 avsnitt)
- 2001-2002 – Dark Angel (14 avsnitt)
- 2000-2002 – Stargate SG-1 (3 avsnitt)
- 2000 – Cityakuten (1 avsnitt)
- 2000 – The Outer Limits (1 avsnitt)
- 1999 – Hard Time: Hostage Hotel (1 avsnitt)
- 1997 – Exhabit A: Secrets of Forensic Science (1 avsnitt)